# Pingo

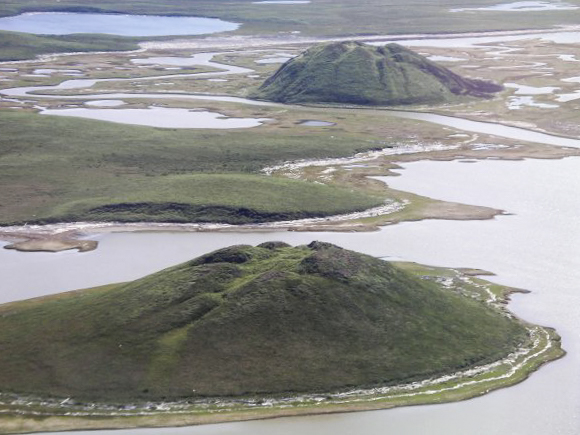
Pingos cerca de Tuktoyaktuk, Territorios del Noroeste, Canadá.

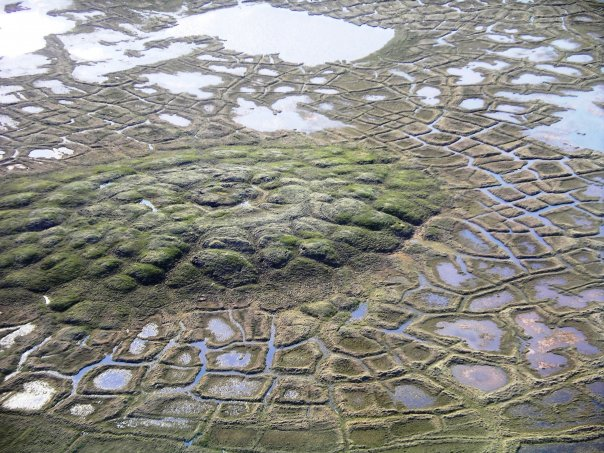
Pingo de fusión y polígonos de cuñas de hielo, cerca de Tuktoyaktuk.

Un pingo es un accidente geográfico que consiste en una colina con forma de pequeña protuberancia en el terreno, típico del relieve periglaciar de las regiones polares, que puede alcanzar alturas de hasta 70 metros y de hasta 2 kilómetros de diámetro. El término proviene de la palabra inuit para cerro pequeño. En Siberia, los pingos son conocidos como bulganniakh, término del idioma yakuto.
Los pingos pueden formarse solamente en un entorno con permafrost. Su formación se debe a la congelación de las aguas subterráneas. Se forma así en el subsuelo una cúpula de hielo que levanta y bombea una capa de suelo de unos metros de espesor, la que sufre de este modo un estiramiento que la divide, iniciándose con esa fragmentación el desmantelamiento relativamente rápido del pingo. Su huella subsistirá en el suelo en forma de laguna de unos metros a varios hectómetros de diámetro, siendo su altura dos o tres veces menor.
Estas formaciones son comunes en las regiones septentrionales del globo. Tuktoyaktuk en la delta del río Mackenzie en Canadá, tiene una de las mayores concentraciones de pingos, con alrededor de 1.300 ejemplares. El Parque nacional Pingo protege ocho de estos pingos. Otros lugares en donde hay pingos incluyen Alaska, Groenlandia, y la isla noruega de Spitsbergen. 
Algunos vestigios de antiguos pingos, pingo ruinas, se pueden encontrar en Norfolk, Inglaterra y en los Países Bajos, en las provincias de Frisia, Drente y Groninga.

## Formación

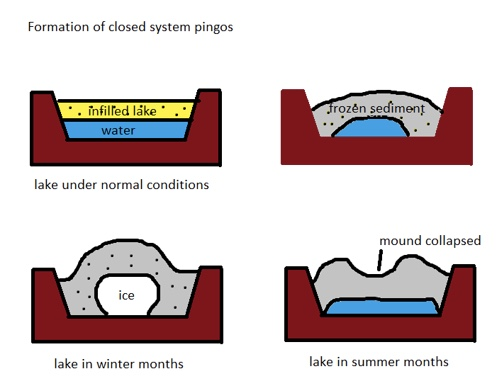
Diagrama de formación de un Pingo.

El pingo sólo puede desarrollarse en un entorno donde se encuentra el permafrost. Se han encontrado pingo colapsados (a veces llamado ognip  o gopin
) en un área determinada inducen a pensar, en el pasado allí pudo haber permafrost.
Por lo general el Pingo levanta sólo unos pocos centímetros por año, como Pingo Ibyuk y alcanzar el tamaño máximo lleva décadas o incluso siglos. Se supone que el proceso por el que se creó el Pingo está estrechamente relacionado con levantamiento por helada